# Hubertus Giebe
Hubertus Giebe (* 15. November 1953 in Dohna) ist ein deutscher Maler und Grafiker.

## Leben

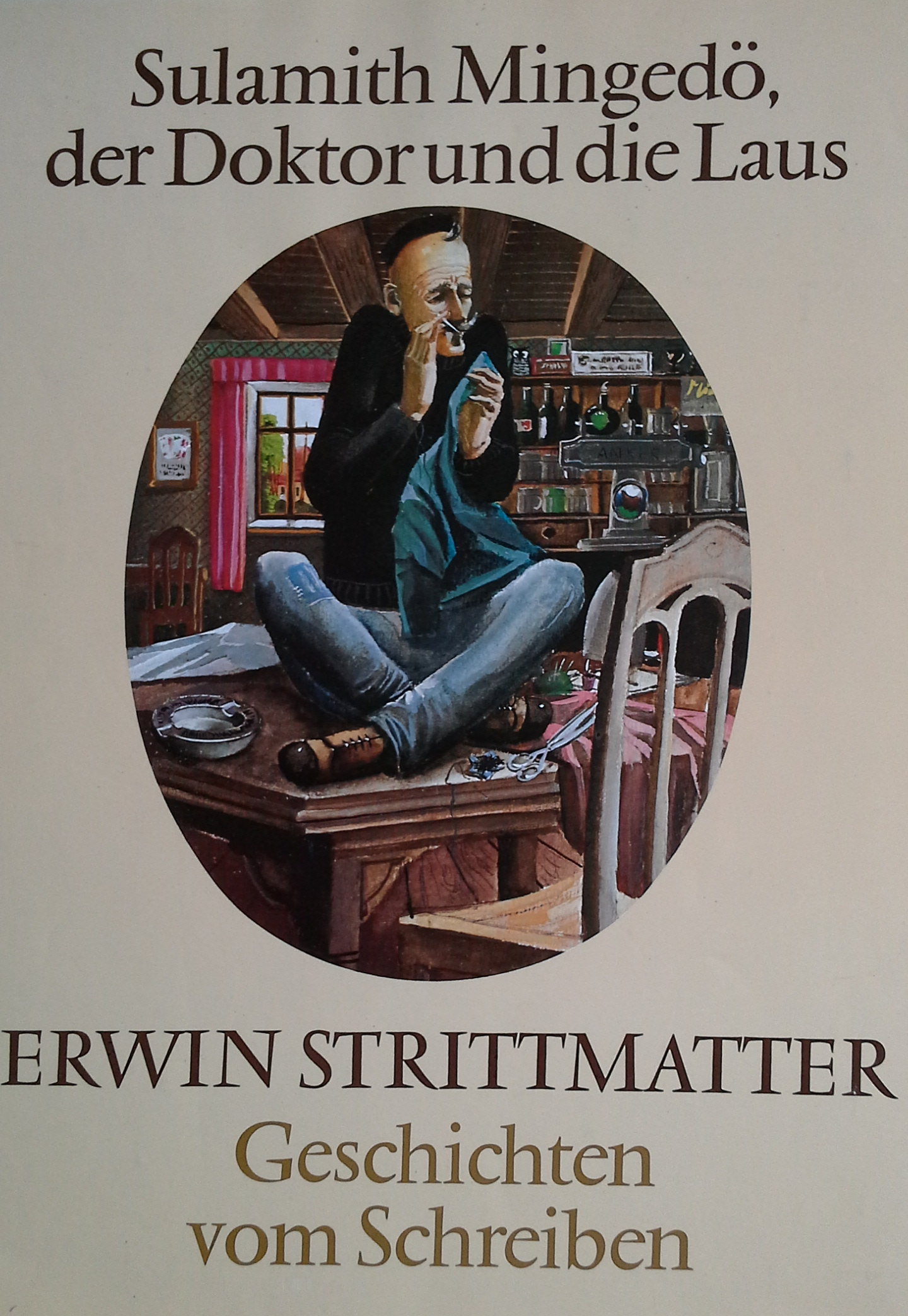
Von Giebe illustriertes Buch im Aufbau-Verlag 1977

Hubertus Giebe wurde als erster Sohn der Eheleute Margarete und Reinhold Giebe geboren. Die Familie war im unweit von Dohna gelegenen Schlottwitz ortsansässig. Er absolvierte von 1969 bis 1972 ein Abendstudium der Malerei und Grafik an der Hochschule für Bildende Künste Dresden bei Ursula Rzodeczko und Gerhard David. Danach leistete er von 1972 bis 1974 Wehrdienst. 1974 folgte die Bekanntschaft mit Erwin und Eva Strittmatter, aus der sich eine intensive Künstlerfreundschaft bildete, aus der gemeinsame Arbeiten entstanden. 
Von 1974 bis 1976 studierte Giebe Malerei und Grafik an der Dresdner Hochschule für Bildende Künste. 1976 ließ sich Giebe auf eigenen Wunsch im fünften Semester  „aufgrund zuviel sozialistischem Realismus“ exmatrikulieren und arbeitete mit einer „vorläufigen befristeten Arbeitserlaubnis“ als freiberuflicher Maler und Grafiker. 1978 schloss er sein Studium mit einem externen Diplom an der Hochschule für Grafik und Buchkunst Leipzig ab. Anschließend war er in Leipzig ein Jahr Meisterschüler von Bernhard Heisig.
1980 hatte er seine erste wichtige Einzelausstellung in der Galerie Comenius in Dresden. 1979 war der Beginn seiner graphischen Arbeiten zum Roman Die Blechtrommel von Günter Grass. Von 1982 bis 1986 leitete er das künstlerische Grundlagenstudium für Malerei und Grafik an der Hochschule für Bildende Künste Dresden gemeinsam mit Johannes Heisig. 1987 wurde Giebe zum Dozenten für Malerei und Grafik an der HfBK Dresden berufen. 1988 legt Giebe 40 Radierungen für eine bibliophile Verlagsausgabe der „Blechtrommel“ vor.
Giebe war bis 1990 Mitglied des Verband Bildender Künstler der DDR. Er hatte in der DDR und im Ausland eine bedeutende Zahl von Einzelausstellungen und Ausstellungsbeteiligungen, u. a. 1981 an der Internationalen Triennale der Radierkunst in Grado, 1983 an der Internationalen Grafikbiennale Ljubljana und 1982/1983 und 1987/1988 an der IX. und X. Kunstausstellung der DDR in Dresden.
Am 19. November 1989 hielt Giebe auf der Demonstration der Dresdner Künstlerverbände vor ca. 100.000 Teilnehmern auf dem Dresdner Theaterplatz eine Rede für Meinungsfreiheit, Demokratie und politischen Wandel. Er setzte sich für die politischen Ziele des Neuen Forums ein.
Zu den Traditionen der weit verzweigten und solidarisch verbundenen Familie Giebe ist eine im Grundsatz sozialdemokratische Gesinnung zu zählen. 1933 war der Großvater, Willy Giebe, von den Nationalsozialisten verhaftet worden, da er sich als Gewerkschafter und in der Sozialdemokratischen Partei engagiert hatte. Anfang 1945 desertierte der Vater beim ersten Angriff an der Oder von der Wehrmacht. Aus sowjetischer Gefangenschaft, während der er in einem Straflager bei Kuybischew in der damaligen Sowjetrepublik Kasachstan am Unterlauf der Wolga in einem Steinbruch arbeitete, kam er erst Ende 1949 frei. Beide Tatsachen nehmen in der Biographie von Hubertus Giebe einen wichtigen Platz ein, weisen in eine thematische Richtung. Sein Werk offenbart eine Affinität zu eben jenen historischen Situationen, die in den Formen von linker und rechter Willkür den Einzelnen der unerbittlichen Macht im Räderwerk der politischen Geschichte opferten.
Hubertus Giebe ist seit 1977 mit der Restauratorin Marlies Giebe verheiratet, lebt und arbeitet in Dresden.

## Ehrungen (unvollständig)
- 1980 3. Preis für politische Grafik des Wettbewerbs „100 ausgewählte Grafiken der DDR“ in Berlin
- 1981 Förderpreis des Staatlichen Kunsthandels der DDR in der Ausstellung „100 ausgewählte Grafiken der DDR“ in Berlin
- 1985 Hauptpreis des Wettbewerbs „100 ausgewählte Grafiken der DDR“ in Berlin
- 1985 Hauptpreis der 5. Triennale Realistischer Malerei in Sofia
- 1986 Kunstpreis der FDJ
- 1986 2. Preis für Grafik im Wettbewerb zum XI. Parteitag der SED
- 1997 1. Preis für Grafik der Nordwestkunst ’97 in Wilhelmshaven
- 2008 Wilhelm-Morgner-Preis für Malerei in Soest
- 2020 Falkenrot-Preis, Künstlerhaus Bethanien, Berlin

## Museen und öffentliche Sammlungen mit Werken Giebes (unvollständig)
- Berlin: Neue Nationalgalerie
- Dippoldiswalde: Lohberger Museum & Galerie[1]
- Dresden: Kupferstichkabinett
- Dresden: Galerie Neue Meister
- Dresden: Museum für Sächsische Volkskunst
- Gera: Otto-Dix-Haus

## Werk
Die inhaltlichen Schwerpunkte seiner Bilder speisen sich aus einer intensiv reflektierten Beschäftigung mit Geschichte und jenem menschlichen Individualschicksal, das ihr unterworfen ist: der verletzliche Leib, sein früh bestimmtes Maß, seiner Masse im Raum, jener Opulenz, die das Licht ansaugt und die Dämmerschatten der Ewigkeit zeichnet und der durch die mörderischen Wechselfälle der Geschichte treibt.
Hubertus Giebes künstlerische Laufbahn beginnt unter ähnlichen Vorzeichen der Revolte, wie sie der Westen seit dem Jahr 1968 kennt, jedoch unter unvergleichlich schwierigeren Umständen, als die 1968er und ihre nachfolgende Generationen es sich in der Bundesrepublik vorstellen können. Giebe hat sich mühsam, doch konsequent in Dresden großes kunsthistorisches, historisches und philosophisches Wissen angeeignet. Mühsam, weil es in der Stadt bis zur Einführung der Satellitenschüsseln keine Fernsehübertragungen aus dem Westen gab. Dafür reiste er ins östliche Ausland, wo er antiquarisch unter anderem das Hauptwerk von Carl Einstein „Die Kunst des 20. Jahrhunderts“ erwerben kann. Die Exmatrikulation und das externe Diplom sprechen für seine Unangepasstheit in DDR-Zeiten. Eines seiner größten geistigen Abenteuer wird für ihn der Kontakt zu Günter Grass, dessen „Blechtrommel“ er illustriert. Die Korrespondenz zwischen beiden wird vom Ministerium für Staatssicherheit im Rahmen der geheimen Brief- und Postüberwachung observiert. Schließlich seine Teilnahme als Redner an den Dresdner Protestveranstaltungen, die ihn und seine Familie in Gefahr bringen.
Als sich nach der Wende Orientierungslosigkeit und Leichtfertigkeit im Umgang mit Kunst einstellen, legt Giebe sein Amt an der Akademie 1991 nieder. Er reist viel, sieht sich die großen europäischen und amerikanischen Museen an, bezieht neue Eindrücke, erweitert seine bildnerischen Ausdrucksmittel, arbeitet nun auch plastisch. Es entstehen auch großformatige Bronzen, analog zu seinen großen „Geschichtsbildern“.
1990 wurde Hubertus Giebe zu einer Einzelausstellung auf der 44. Biennale Venedig, mit einer Bild-Rauminstallation seiner Themen als Gast im italienischen Pavillon eingeladen, was ein international großer Erfolg für ihn war und im selben Jahr zu einer Einzelausstellung in der Londoner Raab-Gallery führte.
Bei Giebe ahnt man aber ohnehin, nix ist da harmlos … die Balance von blutigem Rot und unschuldigem Weiß und sterbendem Grün, von Kontur und Schattenwurf, von Konkretheit und Abstraktion. Und dies gehört gewiss zu allen seinen Bildern: der genau kalkulierte Einsatz seines künstlerischen Instrumentariums …. Struktur statt Lyrismen, geometrische Spannung statt nobler Farbnuance. In dieser Spannung liegen durchaus ein existenzieller Ernst und ein Zwang zur Verbindlichkeit, der natürlich immer risikobehaftet bleibt, denn der Maler lässt sich dingfest machen. Giebe scheut diese Preisgabe nicht und nicht die Polarisierung um seine Person: Hier stehe ich, ich mal’ nicht anders! … Auch das kann eine Botschaft sein – sie wäre so untröstlich nicht.
Giebes großformatiges Gemälde Schein & Chock (für Walter Benjamin) von 1983 befindet sich im Ludwig-Museum des Russischen Museums von Sankt Petersburg. Die Neue Nationalgalerie in Berlin nahm im Jahr 2002 sein Gemälde „Der Widerstand – für Peter Weiss“ aus dem Jahr 1986 in ihre ständige Ausstellung „XX. Jahrhundert“ auf. Zwei Gemälde Giebes befinden sich auch im Bestand des Puschkin-Museums Moskau.
2004 hatte Giebe eine Vertretungsprofessur für Malerei an der Universität Dortmund inne. Im Jahr 2012 übergab der Künstler 56 Tagebücher (ab 1971), 37 Skizzenbücher (ab 1977), 42 Manuskripte/Typoskripte (ab 1981) und nahezu sämtliche Korrespondenz (ab 1973) als Vorlass an das Archiv der Akademie der Künste Berlin.
Seit 2020 arbeitet Giebe wieder an Skulpturen. 2021 entstehen Bronzeskulpturen in mehreren Fassungen Bildnis Dichter Gottfried Benn für eine Editionsreihe des Verlages Faber & Faber Leipzig. Die Fassung II wird in 15 Exemplaren gegossen.

## Ausstellungen (unvollständig)
- 1978 Medizinische Akademie Carl Gustav Carus, Dresden
- 1980 Zeichnungen, Grafiken, Malerei, Galerie Comenius, Orbis Pictus 22, Dresden, 6. September bis 18. Oktober, Einzelausstellung
- 1981 Graphiken zu Heiner Müllers „Die Schlacht“, Hochschule für Bildende Künste, Dresden
- 1982 Gottfried-Wilhelm-Leibniz-Klub, Leipzig
- 1985 Tradition und Renewal, Oxford, Coventry, Sheffield, The Barbican Gallery, London
- 1986 Intentional Contemporary Art Fair, London
- 1986 Durchblick II, Sammlung Ludwig, Oberhausen
- 1987 Graphik und Handzeichnungen zu Günter Grass „Die Blechtrommel“, Studentenclub Bärenzwinger der TU Dresden, 15. Juni 1987
- 1988 Zeitvergleich ’88, Galerie Brusberg Berlin und Stiftung Henri Nannen, Emden
- 1990 Einzelausstellung zur 44. Biennale in Venedig
- 1994 Raab Galerie Berlin, Einzelausstellung
- 1994/1995 Der deutsche Doppeladler – Zeitvergleich 1, (mit Wolfgang Petrick), Galerie Brusberg, Berlin
- 1996 Körperbilder-Menschenbilder, Malerei, Zeichnungen und Plastik aus Sachsen von 1945 bis 1994, Dresden, Hygiene-Museum
- 1998 Begegnung mit Oskar Kokoschka, Albertina und Galerie, Oberes Belvedere, Wien
- 1989 Kunst der letzten 10 Jahre, Museum der Modernen Kunst, Wien.
- 1992 Turning points. East german art in revolution. Northern centre of contemporary art, diverse Ausstellungsorte in England
- 1992 The Fantastic Works on Paper Show, Raab Gallery at Millbank, London.
- 1993 SAGA – Salon de l’estampe at l’edition d’art à tirage limité, Paris
- 1995 Chicago International Art Exposition ’95, Raab-Gallery, Chicago/USA
- 1996 30. Art Cologne, bei Galerie Döbele, Raab Galerie, Galerie Leo Coppi, Galerie Rössler, Galerie Weise, Köln
- 1997 Porträt im 20. Jahrhundert, Gruppenausstellung mit Bacon, Baselitz, Hödicke, Lüpertz, Raab Galerie, Berlin
- 1999 Figurative Malerei aus dem letzten Jahrzehnt der DDR, Sammlung Siegfried Seitz,
- 1999 Deutschland OST und Deutschland WEST. 10 Jahre danach – Kunstwerke davor, Frankfurt am Main
- 2002 Klopfzeichen, Mauersprünge – Kunst und Kultur in den 80er Jahren in Deutschland, Leipzig, Bonn, Berlin
- 2003 Retrospektive im Landesmuseum für Kunst und Kulturgeschichte, Oldenburg
- 2006 Grafikretrospektive im Heinrich-Heine-Institut, Düsseldorf
- 2009 Geschichtsbilder, Ausstellung im Palais im Großen Garten, Dresden, Eröffnung: 8. Februar 2009
- 2010 Ludwig in Leipzig II, Museum der bildenden Künste Leipzig, zusammen mit Wolfgang Peuker
- 2012 Welcher König hat hier gehaust, Aktzeichnungen, Leipzig
- 2012 Farben der Frühe, Neue Sächsische Galerie Chemnitz, Einzelausstellung[5]
- 2013 Jordaens und die Moderne, Museum Fridericianum, Kassel, 1. März bis 16. Juni 2013
- 2013 Dresden-Neustadt: Zwischen Frühlingsstraße und Lutherkirche, Städtische Sammlungen Freital, Schloss Burgk, 22. September bis 24. November, Einzelausstellung
- 2016–2017 Schein & Chock, Städtische Galerie Dresden, vom 15. Oktober 2016 bis 8. Januar 2017, Einzelausstellung
- 2017 Hubertus Giebe – Gemälde, Skulpturen, Zeichnungen und Druckgraphik aus drei Jahrzehnten, Raab Galerie Berlin, Einzelausstellung
- 2017 Herkules 300 – Wiedergeburt eines Helden, Museumslandschaft Hessen, Kassel
- 2018 Die Sprache der Malerei, fünfte Einzelausstellung (2009, 2012, 2013, 2016, die vorherigen) in der Galerie Himmel, Dresden
- 2018 Gezeiten. Die Dichte der Welt, zusammen mit Gerard van Smirren:  Museum Wilhelm Morgner, Soest. 30. September 2018 bis 25. November 2018.
- 2019 Point of No Return – Wende und Umbruch in der ostdeutschen Kunst, Museum der bildenden Künste, Leipzig
- 2019 Abendland, Galerie Rosemarie Bassi, Remagen, Einzelausstellung
- 2019 Ostsächsische Kunsthalle Pulsnitz, Ernst-Rietschel-Kulturring e.V., Einzelausstellung
- 2019 Doppelblick – Graphik und Fotografie, Städtische Bibliotheken Dresden, Zentralbibliothek, Einzelausstellung
- 2020 Künstlerhaus Bethanien Berlin
- 2021 Winterreise, Galerie Himmel, Dresden, 27. November 2021 bis 22. Januar 2022, Einzelausstellung
- 2023 Die Überraschung, Museum No Hero, Delden, Niederlande, 22. April 2023 bis 7. April 2024
- 2023 Geteilter Kopf, Albertinum Dresden, 6. Juli bis 24. September 2023, Einzelausstellung
- 2023 Die Augen voller Träume, Raab Galerie Berlin, 7. November bis 8. Dezember 2023, Einzelausstellung
- 2023 Kairos, Galerie Himmel, Dresden, 11. November 2023 bis 13. Januar 2024, Einzelausstellung

## Schriften (Mitarbeit)
- Günter Grass: Die Blechtrommel, 3 Bände, (40 Radierungen von Hubertus Giebe), Berlin, 1991, ISBN 3-353-00641-9
- Axel Reitel: Liebe Anarchie, Gedichte mit grafischen Beigaben von Hubertus Giebe, Dresden 1996, ISBN 3-9804194-2-8.
- Hubertus Giebe, Axel Reitel: Paris, Paris, 15 Gedichte zu 15 Gemälden von Hubertus Giebe. Chemnitz 1998, ISBN 3-00-003814-0
- Hubertus Giebe: Frommholds Ateliergespräche – wider das Verdrängen von Geschichte, Rede auf dem Podium in Erinnerung des 80. Geburtstages von Erhard Frommhold, Städtische Galerie Dresdner Kunst am 8. Mai 2008
- Viktor Kalinke: Welcher König hat hier gehaust, Gedichte (mit Zeichnungen von Hubertus Giebe), Leipziger Literaturverlag 2012, ISBN 978-3-86660-136-9
- Franz Hodjak: Der Gedanke, mich selbst zu entführen, bot sich an, Gedichte (mit 14 Farblithographien von Hubertus Giebe), Verlag SchumacherGebler, Dresden 2013, ISBN 978-3-941209-28-2.
- Peter Gehrisch: Der glimmende Ring meiner Lichtwissenschaft, Gedichte. Mit 9 Carbonografien von Gerard van Smirren und einem Nachwort von Hubertus Giebe. Leipziger Literaturverlag, 2014, ISBN 978-3-86660-182-6
- Hubertus Giebe: Gute Malerei mit Sinn für Nuancen in: Ostragehege Nr. 82 / IV/2016, S. 11–18
- Das Fortdauern des Narrativen in der Malerei, Gespräch zwischen Hubertus Giebe und Eduard Beaucamp, Moderation: Gisbert Porstmann in: Ostragehege Nr. 84 / II/2017, S. 55–65
- Hubertus Giebe: Strawalde in: Katalog der Städtischen Galerie Dresden, S. 156/157, Sandstein Verlag Dresden 2018, ISBN 978-3-95498-427-5
- Carl Einstein: Bebuquin oder Die Dilettanten des Wunders, Roman, mit 20 Zeichnungen und zwei Originallithographien von Hubertus Giebe, Verlag Faber & Faber Leipzig 2020, ISBN 978-3-86730-142-8

## Kataloge, Publikationen (Auswahl)
- Handzeichnungen, 1973–1993, Dresden, 1993
- Neue Bilder, 1990–1994, Dresden, 1994
- Radierungen und Lithografien, Dresden, 1996
- Geschichtsbilder, Memorial, Hildesheim, Zürich, New York, 1999, ISBN 3-487-11017-2
- Über Malerei, Text zu Beckmann, Hofer, Kokoschka und über Expressionismus. Selbstverlag Hubertus Giebe, Dresden, 2002
- Bernd Küster: Akte, Merlin Verlag, 2004, ISBN 978-3-87536-242-8
- Handzeichnungen, Dresden, 2005
- Skizzenblätter, 1991–2006, Dresden, 2006
- Geschichtsbilder, Dresden, 2007, ISBN 978-3-00-021317-5
- Texte II – Stil als Schicksal, Dresden, 2008
- Der geschliffene Elfenbeinturm: Widerreden und Würdigungen, Leipziger Literaturverlag, 2010, ISBN 978-3-86660-096-6
- Farben der Frühe, Neue Sächsische Galerie Chemnitz 2012, ISBN 978-3-937176-25-3
- Dresden-Neustadt: Zwischen Frühlingsstraße und Lutherkirche, Städtische Kunstsammlungen der Stadt Freital, Schloss Burgk, Sandstein Verlag Dresden 2013, ISBN 978-3-95498-045-1
- Margarete. Meine Mutter. Handzeichnungen aus den Skizzenbüchern 2009–2015. Sandstein Verlag Dresden, 2018, ISBN 3-95498-405-9
- Malen ist Denken in Bildern und am Rande der Sprache, Archiv-Blätter 28, Akademie der Künste Berlin, 2015, ISBN 978-3-88331-213-2
- Skizzenblätter – Die Dresdner Neustadt in der 1970er Jahren, mit 11 Fotos aus diesen Jahren, Sandstein Verlag Dresden 2022, ISBN 978-3-95498-694-1
- Kairos – Lebenszeit. Bilder aus 50 Jahren, mit Texten von Bernd Küster, Eberhard Roters, Victor Kalinke und Hubertus Giebe, Faber & Faber Verlag Leipzig 2023, ISBN 978-3-86730-257-9